# Auginhac
Auginhac (en francès Augignac) és un municipi francès situat al departament de la Dordonya i a la regió de la Nova Aquitània.

## Demografia
| 1962                                       | 1968 | 1975 | 1982 | 1990 | 1999 | 2007 |
| ------------------------------------------ | ---- | ---- | ---- | ---- | ---- | ---- |
| 954                                        | 876  | 791  | 818  | 838  | 791  | 821  |
| Des de 1962: població sense dobles comptes |      |      |      |      |      |      |

## Administració
| Període   | Identitat          | Partit |
| --------- | ------------------ | ------ |
| 1995-2001 | Georges Chamoulaud |        |
| 2001-2007 | Jean Desmoulin     |        |
| 2007-2008 | René Couvidat      |        |
| 2008-     | Gilles Brudieux    |        |